# Le Passage, Isère
Le Passage är en kommun i departementet Isère i regionen Auvergne-Rhône-Alpes i sydöstra Frankrike. Kommunen ligger i kantonen Virieu som tillhör arrondissementet La Tour-du-Pin. År 2022 hade Le Passage 972 invånare.

## Befolkningsutveckling
Antalet invånare i kommunen Le Passage
Referens:INSEE